# Lumberton (Misisipi)
Lumberton es una ciudad situada entre el Condado de Lamar y el Condado de Pearl River, Misisipi, Estados Unidos. Según el censo de 2000 tenía una población de 2.228 habitantes y una densidad de población de 118.5 hab/km².

## Demografía
Según el censo de 2000, había 2.228 personas, 829 hogares y 602 familias residiendo en la localidad. La densidad de población era de 118,5 hab./km². Había 920 viviendas con una densidad media de 48,9 viviendas/km². El 45,56% de los habitantes eran blancos, el 53,64% afroamericanos, el 0,27% amerindios, el 0,09% asiáticos, el 0,00% isleños del Pacífico, el 0,04% de otras razas y el 0,40% pertenecía a dos o más razas. El 0,45% de la población eran hispanos o latinos de cualquier raza.
Según el censo, de los 829 hogares en el 36,9% había menores de 18 años, el 42,2% pertenecía a parejas casadas, el 25,8% tenía a una mujer como cabeza de familia, y el 27,3% no eran familias. El 25,8% de los hogares estaba compuesto por un único individuo, y el 10,4% pertenecía a alguien mayor de 65 años viviendo solo. El tamaño promedio de los hogares era de 2,66 personas y el de las familias de 3,17.
La población estaba distribuida en un 31,7% de habitantes menores de 18 años, un 9,4% entre 18 y 24 años, un 26,5% de 25 a 44, un 20,2% de 45 a 64, y un 12,2% de 65 años o mayores. La media de edad era 31 años. Por cada 100 mujeres había 85,4 hombres. Por cada 100 mujeres de 18 años o más, había 82,8 hombres.
Los ingresos medios por hogar en la localidad eran de 23.178 dólares ($), y los ingresos medios por familia eran 26.603 $. Los hombres tenían unos ingresos medios de 26.563 $ frente a los 16.821 $ para las mujeres. La renta per cápita para la ciudad era de 11.384 $. El 30,8% de la población y el 23,2% de las familias estaban por debajo del umbral de pobreza. El 42,7% de los menores de 18 años y el 29,3% de los habitantes de 65 años o más vivían por debajo del umbral de pobreza.

## Geografía
Según la Oficina del Censo de los Estados Unidos, Lumberton tiene un área total de 18,9 km² de los cuales 18,8 km² corresponden a tierra firme y 0,1 km² a agua. El porcentaje total de superficie con agua es 0,27%.